# Aina Vidal i Montserrat
Aina Vidal i Montserrat   (Son Ferriol, 20 de juny de 1996) és una politòloga i redactora de l'ARA Balears.
Ha estat també coordinadora de l'Obra Cultural Balear, redactora del dBalears i col·laboradora d'IB3 Ràdio i d'Ona Mediterrània. A més a més, és membre del Grup Blanquerna i de l'organització juvenil Mallorca Lliure, entre d'altres participacions a entititats i moviments de Mallorca.